# ŠK Zagreb
ŠK Zagreb – chorwacki klub szachowy z siedzibą w Zagrzebiu, siedmiokrotny mistrz kraju.

## Historia
Klub powstał w 1999 roku pod nazwą ŠK Zrinjevac i był prawnym następcą ŠK Vegrad Zaprešić. Zespół rozpoczął rozgrywki od Prvej A ligi, zdobywając w 1999 roku wicemistrzostwo, za GŠK Mravince, a w 2000 roku trzecie miejsce. W 2000 roku zespół zadebiutował w Pucharze Europy, uzyskując wówczas trzynaste miejsce (zwycięstwa z Gambitem Bonnevoie, SV NÖ Melk-Wachau i Infinity Pardubice, remisy z Donbasem Ałczewsk i Beer Sheva Chess Club, przegrane z Polonią Warszawa i EMSE-Miskolc). W 2004 roku klub ponownie zajął drugą pozycję w lidze, za GŠK Mravince. W 2005 roku nastąpiła zmiana nazwy na ŠK Zagreb. W sezonie 2006 zespół zdobył mistrzostwo Chorwacji. W latach 2007–2008 klub obronił tytuł mistrzowski. Ponadto w tym okresie ŠK Zagreb uczestniczył w rozgrywkach Pucharu Europy. W sezonie 2007 chorwacki zespół wygrał z SK1968, KSH Prishtina, HMC Calder, NSEL30 Wilno i Zalaegerszegi Csuti SK, a przegrał z Clichy-Echecs 92 i Wieśninką Mińsk i w klasyfikacji końcowej uzyskał piątą pozycję. W roku 2008 klub zajął trzynaste miejsce, po zwycięstwach nad CREC Charleroi, CS R. Fischer Chieti, 1. Novoborským ŠK, Gros XT i Magikiem Mérida oraz porażkach z TPS Sarańsk, Urałem Jekaterynburg. W 2009 roku klub zajął trzecią pozycję w Prvej A lidze. W sezonie 2011 ŠK Zagreb zdobył wicemistrzostwo, kończąc rozgrywki za Liburniją Rijeka. . W 2014 roku klub zdobył czwarty tytuł mistrzowski, dwa lata później wicemistrzostwo, a w sezonie 2017 kolejne mistrzostwo Chorwacji. Sezon 2018 ŠK Zagreb zakończył na drugim miejscu w lidze, a w latach 2019 i 2021 został mistrzem kraju. W latach 2022–2024 zespół zajmował trzecią pozycję w krajowych rozgrywkach.
Zawodnikami klubu byli m.in.: Mario Bertok, Mišo Cebalo, Goran Dizdar, Baadur Dżobawa, Serhij Fedorczuk, Kirił Georgiew, Wasyl Iwanczuk, Alojzije Janković, Anton Korobow, Zdenko Kožul, Jurij Kryworuczko, Bogdan Lalić, Viktor Láznička, Władimir Małachow, Luca Moroni, Iván Morovic Fernández, Liviu-Dieter Nisipeanu, Mladen Palac, Władimir Petkow, Jewgienij Postny, Ante Šarić, Krishnan Sasikiran, Hrvoje Stević, Nenad Šulava, Andriej Szarijazdanow, Siergiej Tiwiakow, Ivan Žaja i Robert Zelčić.